# Георгиевич, Михаил Милошевич
Михаил Милошевич (Михайлович) Георгиевич (1883—1969) — герой Первой мировой войны, участник Белого движения на Юге России, генерал-майор.

## Биография
Родился в 1883 году в Киевской губернии. Отец — серб, учившийся в России, мать — русская.
Окончил Владимирский Киевский кадетский корпус (1900) и Константиновское артиллерийское училище (1903), откуда выпущен был подпоручиком в 19-ю конно-артиллерийскую батарею.
Чины: поручик (ст. 13.08.1905), штабс-капитан (1909), капитан (6.12.1912), подполковник (ст. 15.06.1915), полковник (1916), генерал-майор (1919).
В 1909 году окончил Николаевскую академию Генерального штаба по 1-му разряду и «за отличные успехи в науках» был произведен в штабс-капитаны. В 1910 году окончил курс Офицерской кавалерийской школы. Цензовое командование эскадроном отбывал в 19-м драгунском Архангелогородском полку (1910—1912).
26 ноября 1912 года назначен старшим адъютантом штаба 35-й пехотной дивизии, с которой и вступил в Первую мировую войну. Пожалован Георгиевским оружием
За то, что, будучи в чине капитана и состоя старшим адъютантом штаба 35-й пехотной дивизии, во время боев 17-го армейского корпуса в октябре 1914 года на р. Висле, рекогносцировками, сопряженными с явной опасностью для жизни, добыл такие сведения, которые существенно повлияли на успех боя полков 35-й пехотной дивизии в районе д. д. Домбровка, Войтовсво, Вымыслов. 5 октября, после одной из таких рекогносцировок, был ранен ружейной пулей.
В 1915 году — старший адъютант штаба 2-го кавалерийского корпуса. С 16 августа 1915 года назначен и. д. начальника штаба 12-й кавалерийской дивизии. Произведен в полковники 6 декабря 1916 года. С 4 марта 1917 года назначен и. д. начальника штаба 107-й пехотной дивизии, составлявшей гарнизон на острове Эзель. Был тяжело ранен и попал в плен при захвате острова германским десантом в октябре 1917 года. Исключен из списков без вести пропавшим 15 декабря 1917 года. Трижды пытался бежать.
Летом 1918 года сумел бежать из плена и прибыл в Добровольческую армию, где в январе 1919 года был назначен начальником штаба 1-й Кубанской конной дивизии. Затем состоял в штабе Кавказской армии, был начальником штаба 1-й конной дивизии под командованием генерал-майора Шатилова. С 6 июня по 11 ноября 1919 года был начальником штаба 4-го кавалерийского корпуса Кавказской армии. По личному представлению генерала Врангеля, произведен в генерал-майоры с 29 сентября 1919 года. В конце 1919 года был командирован на Дальний Восток к адмиралу Колчаку. По возвращении в Русскую армию в Крыму командовал сводными отрядами из юнкерских училищ.
В Галлиполи был назначен начальником Корниловского военного училища. В 1921 году в Константинополе сделал сообщение «Генерал Людендорф — военные воспоминания», изданное в виде отдельной брошюры (Константинополь, 1921). В 1922 году прибыл с Корниловским училищем в Болгарию и в том же году вместе с генералом Кутеповым был выслан болгарским правительством в Югославию. Осенью 1925 года — в составе Корниловского училища там же.
В эмиграции в Югославии. Состоял членом Общества офицеров-артиллеристов и Общества офицеров Генерального штаба. В годы Второй мировой войны служил в Русском корпусе. С 28 мая 1942 года состоял инспектором классов 1-го юнкерского батальона 1-го полка, затем служил во 2-м и 3-м полках, был начальником учебной части и инспектором классов Военно-училищных курсов (в чине обер-лейтенанта). С 10 февраля 1945 года состоял начальником отделения штаба корпуса, в апреле 1945 года — в РОА. В конце войны переехал в Германию, а затем в Австралию. Был начальником местного отдела РОВС. Сотрудничал в журнале «Военная быль», оставил воспоминания «Свет и тени» (Сидней, 1968).
Скончался в 1969 году в Сиднее. Похоронен на русском участке Руквудского кладбища. Его жена Глафира Александровна умерла в 1962 году. Их дочь Мария (1912—1992), иконописец, поэт.

## Награды
- Орден Святого Станислава 3-й ст. (ВП 13.05.1914)
- Орден Святого Владимира 4-й ст. с мечами и бантом (ВП 12.02.1915)
- Орден Святой Анны 3-й ст. с мечами и бантом (ВП 18.03.1915)
- Орден Святого Станислава 2-й ст. с мечами (ВП 06.10.1916)
- Георгиевское оружие (ВП 27.01.1917)
- Орден Святого Владимира 3-й ст. с мечами (ПАФ 25.09.1917)